# Cycas pachypoda
Cycas pachypoda là một loài thực vật hạt trần trong họ Cycadaceae. Loài này được K.D.Hill mô tả khoa học đầu tiên năm 2004. Đây là một loài tuế đặc hữu của Việt Nam. Loài cây này chỉ tìm thấy được tại hai tỉnh Ninh Thuận và Bình Thuận.

## Bảo tồn
Loài này được liệt kê trong Phụ lục II của Phụ lục CITES. Một chương trình giáo dục và nâng cao nhận thức cũng như giám sát lâu dài các quần thể phụ sẽ hỗ trợ việc bảo tồn loài này.